# Ngozi Nwosu
Ngozi Nwosu, née le 1er août 1963, est une actrice et productrice nigériane chevronnée. Elle a commencé sa carrière d'actrice dans des films en langue yoruba, avant de faire ses débuts sur vidéo amateur dans Living in Bondage, dans la décennie 1990, un film en langue igbo considéré comme le début de Nollywood.

## Biographie

### Enfance, Éducation
Née le 1er août 1963 à Arochukwu, dans l'État d'Abia, au sud-est du Nigeria,, Nwosu grandit à Lagos. Son père, un ancien combattant du Biafra, a été tué pendant cette guerre civile au Nigeria à la fin des années 1960. Nwosu parle couramment l'igbo, le yoruba et l'anglais.

### Carrière
Elle commence sa carrière d'actrice en suivant des cours de théâtre à l'école, la plupart du temps en yoruba. Elle est retenue pour interpréter un rôle dans une série télévisée. Puis elle joue dans Living in Bondage, sorti en 1992, réalisé par Chris Obi Rapu sur un scénario de Okey Ogunjiofor. Ce film marque le début de l'industrie cinématographique nigériane appelée Nollywood, sur un nouveau modèle économique, caractérisé à ses débuts par des films à très petits budgets, tournés rapidement  en Video Home System et diffusés en cassettes VHS,. Le film greffe des histoires de pratiques occultes sur un mélodrame familial, avec un discours moral mélangeant, comme beaucoup de films de Nollywood par la suite, les valeurs sociales Igbo et le pentecôtisme, tout en restant un divertissement. Ce film est tourné en igbo et sous-titré en anglais. Elle multiplie ensuite les tournages jusqu’aux années 2020.
Elle est  connue aussi pour avoir joué dans des sitcoms, telle la sitcom Fuji House of Commotion (créée par Amaka Igwe). Elle a été également productrice. 
Elle a participé à des vidéos musicales, notamment pour Chidinma Ekile, Fair Prince et Davido,.

## Extrait de sa filmographie comme actrice
- 1992 : Living in Bondage
- 2018 : Light in the Dark
- 2021 : The Silent Baron
- 2021 : Crazy Grannies